# Syzygium variifolium
Syzygium variifolium är en myrtenväxtart som beskrevs av Friedrich Anton Wilhelm Miquel. Syzygium variifolium ingår i släktet Syzygium och familjen myrtenväxter. Inga underarter finns listade i Catalogue of Life.